# Dan Stevens
Daniel Jonathan Stevens (Croydon, 10 oktober 1982) is een Brits acteur.

## Biografie
Stevens, geboren in 1982, werd geadopteerd na zijn geboorte en had een rebelse jeugd. Ook heeft hij een broer die eveneens werd geadopteerd.
Dan Stevens ging naar een openbare school in Kent, Tonbridge School. Daarna ging hij naar het Emanuel College te Cambridge. Tijdens zijn schoolperiode in Cambridge was Stevens lid van The Footlights, een amateurtoneelvereniging uit Cambridge, en deed hij acteerervaring op met The National Youth Theatre.
Stevens is getrouwd en heeft een dochter en een zoon.

## Carrière
Stevens heeft grotendeels in het theater in Engeland en de Verenigde Staten gewerkt, vaak met regisseur Peter Hall. Stevens heeft ook meegewerkt aan diverse (tv-)films en audioboeken.
Anno 2009 begon Stevens met acteren in de dramaserie Downton Abbey, waarvan hij in Nederland en België het meest bekend is. In 2008 speelde hij de rol van Edward Ferrars in miniserie Sense and Sensibility. Hij is bekend van Beauty and the Beast, Legion en het deels in Nederland gefilmde Kill Switch. In 2021 speelde Stevens de rol van de robot Tom in de film Ich bin dein Mensch van de Duitse regisseur Maria Schrader. 
- Bibsys: 12002199
- Biblioteca Nacional de España: XX5338121
- Bibliothèque nationale de France: cb16631024w (data)
- Catàleg d'autoritats de noms i títols de Catalunya: 981061039144106706
- Gemeinsame Normdatei: 1042805296
- International Standard Name Identifier: 0000 0000 4657 6073
- Library of Congress Control Number: no2009011609
- MusicBrainz: 13814034-936d-430e-8815-7df8ba74c6c0
- Nationale Bibliotheek van Tsjechië: xx0210202
- Nationale Bibliotheek van Israël: 987007319755905171
- Nederlandse Thesaurus van Auteursnamen: 391057391
- Système universitaire de documentation: 184392683
- Virtual International Authority File: 44133157
- WorldCat: E39PBJc3JDT6DhGQ6GDTQVyw4q